# Vajda József (fagottművész)
Vajda József (Zalaegerszeg, 1947. augusztus 26. – Budapest, 2016. február 29.) Liszt Ferenc-díjas fagottművész.

## Pályafutása
Pécsett és Budapesten, Keszler György és Rudas Imre segítségével sajátította el zenei ismereteit. 1970-től 1998-ig volt a Magyar Rádió Szimfonikus Zenekarának első fagottosa. Évtizedeken át oktatott fagottot és kamarazenét a Bartók Béla Zeneművészeti Szakközépiskolában és zenei táborokban. Évekig oktatott a Liszt Ferenc Zeneművészeti Főiskola Kamarazenei Tanszakán mint adjunktus.
1975-ben lett a tagja a Rádiózenekar Fúvósötösének, amellyel 1979-ben megnyerte a Colmari Nemzetközi Kamarazenei Verseny első díját. Több lemez- és CD-felvételen működött közre. Fellépett a Liszt Ferenc Kamarazenekarral, és tagja volt az Osztrák–Magyar Haydn Zenekarnak is.
Vajda József játszotta a TV Maci zenéjét, Pécsi József Dörmögő Dömötör Istók gazda udvarán című művének részleteit.

## Díjai, elismerései
- Liszt Ferenc-díj (1981)
- Lehel György-díj (1999)